# Nikhilananda
Swami Nikhilananda (eigentlich Dinesh Chandra Das Gupta; * 1895 in Bengalen, Britisch-Indien; † 1973 in New York City, USA) war ein bengalischer Hindugelehrter, Übersetzer und Autor.

## Leben
Swami Nikhilananda wurde bereits in seiner Jugend durch seine gläubigen Eltern mit den Lehren von Ramakrishna und Swami Vivekananda vertraut. An der University of Calcutta wurde er zum Journalisten ausgebildet. In derselben Zeit kam er in Kontakt mit der indischen Freiheitsbewegung. Sein Leben bekam jedoch eine andere Richtung durch seine Studien des Hinduismus, in die ihn Sri Sarada Devi, die Heilige Mutter, einführte. Nach einigen Jahren als Mitglied des Ramakrishna-Ordens, die er mit dem Studium der Heiligen Schriften und den Schriften bedeutender Vertreter des Hinduismus verbrachte, wurde er 1931 als einer der Repräsentanten des Ordens in den Vereinigten Staaten abgeordnet. 1933 gründete er in New York City das Ramakrishna-Vivekananda Center, welches er bis zu seinem Tod 1973 leitete.
In der Folgezeit wurde Nikhilananda in den USA zu Vorträgen und zu Diskussionen über das Verhältnis der Religionen eingeladen. Er trug zur Ausbreitung der Literatur der Ramakrishna-Bewegung durch Übersetzungen aus dem Sanskrit und dem Bengalischen ins Englische bei und war der Anziehungspunkt für Personen, wie Margaret Woodrow Wilson, die Tochter des früheren US-amerikanischen Präsidenten Woodrow Wilson, den Vertreter der Vergleichenden Theologie Joseph Campbell, den Ingenieur und Erfinder Chester Carlson sowie den Philosophen Lex Hixon, der sein Schüler wurde.

## Veröffentlichungen
- Bhagavad Gita, translated from the Sanskrit, with Notes, Comments, and Introductions by Swami Nikhilananda. Ramakrishna-Vivekananda Center, New York City, USA 1944.
- Essence of Hinduism. Ramakrishna-Vivekananda Center, New York City, USA 1946.
- The Upanishads, translated from the Sanskrit with Introductions embodying a General Survey and the Metaphysics and Psychology of the Upanishads, and with Notes and Explanation based on the Commentary of Sri Sankaracharya, the great Eighth-century Philosopher and Saint of India, 3 Volumes. Harper & Brothers Publishers, New York 1949.
  - deutsch von Kurt Friedrichs: Die Katha-Upanishad. Von der Unsterblichkeit des Selbst, mit dem Kommentaren des Weisen Shankara und Erläuterungen durch Swami Nikhilananda. Barth, Bern/München/Wien 1989, ISBN 3-502-65345-3.
- Hinduism: Its Meaning for the Liberation of the Spirit.
  - deutsch von Leopold Voelker: Der Hinduismus: Seine Bedeutung für die Befreiung des Geistes. Ullstein Taschenbuch-Verlag, Berlin 1960.
- Holy Mother: Life of Holy Mother Sri Sarada Devi.
  - deutsch: Das Leben der Sri Sarada Devi, der Gemahlin Sri Ramakrishnas und Gehilfin in seiner Mission, 2. Auflage. Schwab, Argenbühl-Egloffstal 2012, ISBN 978-3-7964-0240-1.
- Vivekananda: A Biography.
  - deutsch: Vivekananda: Eine Biografie, 2. Auflage. Schwab, Argenbühl-Egloffstal 2004, ISBN 3-7964-0182-1.
- Man in Search of Immortality: Testimonials from the Hindu Scriptures.
- Self-Knowledge: Sankaras „Athmabodha“. Sri Ramakrishna Math, Madras 1962.
  - deutsch: Atmabodha: Die Erkenntnis des Selbst Sankaracharyas mit Kommentaren, Einführung und Anmerkungen von Swami Nikhilanda. Aharva-Verlag Zühlsdorf, Frankfurt am Main 1956.
- Sri Ramakrishna. Sri Ramakrishna Math, Madras 1968.

Übersetzung
- Herausgeber Joseph Campbell und Margaret Woodrow Wilson, mit einem Vorwort von Aldous Huxley: Mahendranath Gupta: The Gospel of Sri Ramkrishna. 1942.